# 焊台
焊台是焊接电子元件用的软钎焊设备。焊台由主機、焊接工具以及配件组成，焊接工具可以連到主機上，而主机上有温度调节旋鈕、電源開關、指示燈等零件。主機可以給焊料（锡丝、焊锡）供热並使其熔化。支架以及烙铁头清洁器等則屬於配件。
電子實驗室及維修電子設備的店家，都常會用到焊台。電子公司研發人員在少量製作樣品，或是針對樣品電路修改時，也會用到焊台。有些電子愛好者也會有簡單的焊台。